# New Haven EP-1
Die EP-1 war eine Baureihe elektrischer Boxcab-Lokomotiven, die als Zweisystemlokomotiven mit Gleichstrom an einer Stromschiene wie auch mit Wechselstrom unter einer Oberleitung betrieben werden konnten. Die bei Baldwin gebauten Maschinen entstanden unter Mitwirkung der Westinghouse Electric Corporation und waren die ersten ihrer Art. Die nachträglich eingeführte Bezeichnung EP stand für „Electric Passenger“ (elektrische Personenzuglokomotive).

## Vorgeschichte
Die Gleise zum Endbahnhof Grand Central Station (seit 1913: Grand Central Terminal) im Stadtteil Manhattan von New York City lagen in einem vier Kilometer langen unterirdischen Abschnitt, aus dem die Behörden bereits 1902 den Dampfbetrieb verbannen wollten. Schlechte Sicht im dicht verräucherten Tunnel hatte im Februar jenes Jahres zu einem Eisenbahnunfall mit 15 Toten und 41 Verletzten geführt. Per Gesetz wurde die Umstellung auf elektrischen Betrieb bis zum 1. Juli 1908 gefordert.
Angefahren wurde der Bahnhof von den Zügen der Eisenbahngesellschaft New York Central and Hudson River Railroad (NYC&HR, später in der New York Central Railroad aufgegangen), deren Gleise auch die New York, New Haven and Hartford Railroad (NYNH&HR, auch „New Haven“ genannt) nutzte. Ende September 1906 war der erste Abschnitt zwischen Grand Central und High Bridge (Harlem) mit seitlichen Stromschienen und 650 V Gleichspannung elektrifiziert. Im Bahnhof High Bridge wurden die Lokomotiven gewechselt. Bald darauf wurde der elektrische Betrieb bis zum knapp 20 km von der Grand Central Station entfernten Mott Haven ausgedehnt.
Um die großen New Yorker Bahnhöfe ohne Lokomotivwechsel erreichen zu können, beschafften die Gesellschaften Mehrsystemlokomotiven und -triebwagen für zwei oder sogar drei Stromsysteme. Ein frühes Beispiel hierfür ist die EP-1 der New Haven, von der zwischen 1905 und 1908 41 Loks gebaut wurden.

## Geschichte

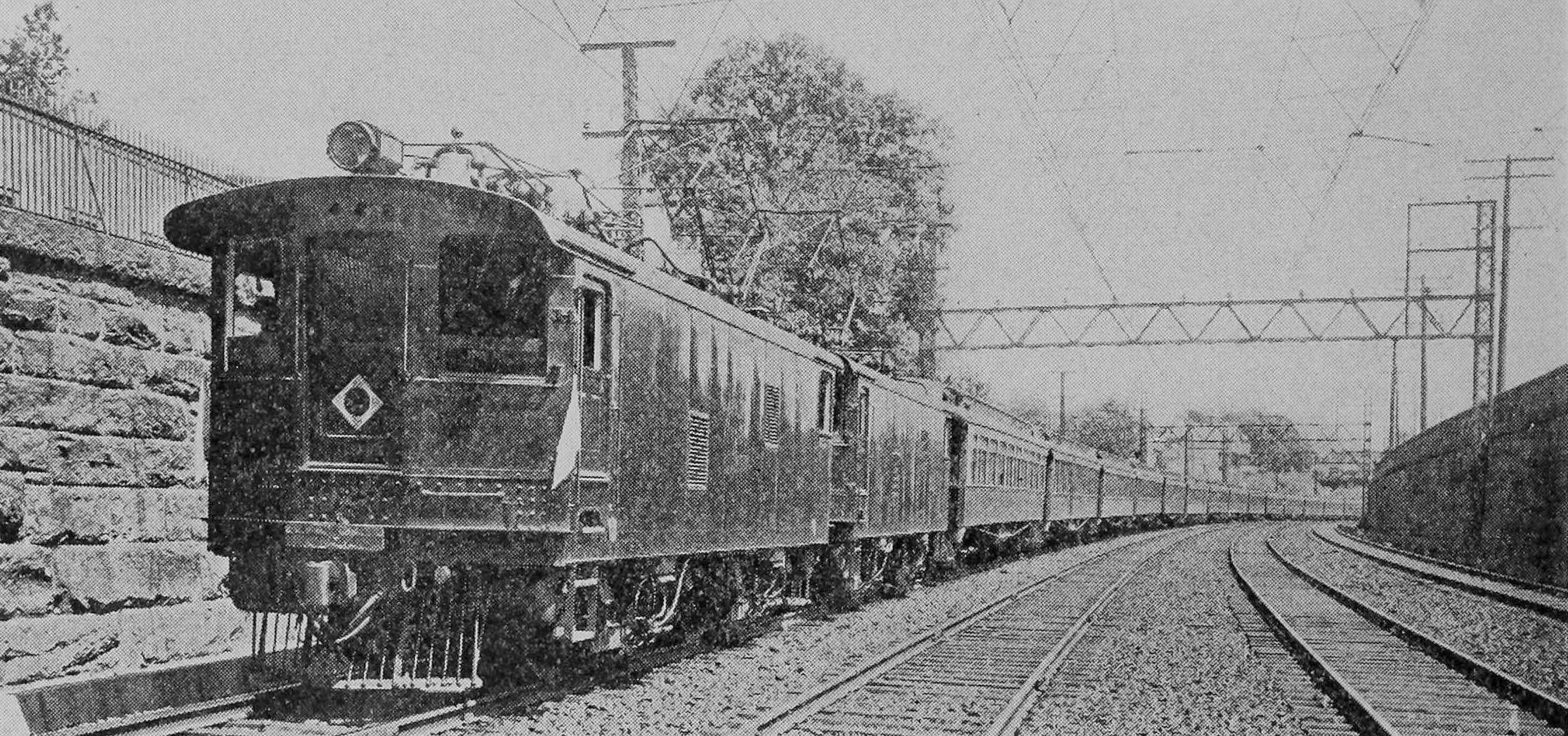
Reisezug der New Haven mit einer Doppeltraktion EP-1-Lokomotiven (1911)

Die NYC&HR beschränkte sich darauf, auch die aus New York City herausführenden oberirdischen Strecken mit Stromschienen auszustatten. Anfang 1913 wurde die vorgesehene Länge von ca. 100 km erreicht. Die New York, New Haven and Hartford Railroad hatte seit 1895 Erfahrungen mit elektrischem Betrieb sammeln können: Mehrere ihrer als Überlandbahnen fungierenden Nebenstrecken wurden mit Gleichspannung aus Oberleitungen betrieben. Für ihre von Mott Haven Junction von der NYC&HR abgehende Strecke entschied sie sich für den Oberleitungsbetrieb, wobei erstmals in den USA Wechselstrom mit einer höchstmöglichen Spannung verwendet werden sollte. Die Kosten der Elektrifizierung versprachen nur etwa halb so hoch wie beim Stromschienensystem zu werden, wobei insbesondere der geringere Bedarf an Unterwerken ins Gewicht fiel.
Aus der Rivalität zwischen General Electric – die Firma Thomas Alva Edisons wollte der New Haven das bewährte und technisch einfache Gleichstromsystem schmackhaft machen – und Westinghouse ging letztere als Sieger hervor. Die Strecke wurde mit Wechselspannung von 11.000 V und einer Frequenz von 25 Hz elektrifiziert. Die Bahn bestellte 35 Zweisystemlokomotiven (Baureihe EP-1), die mittels Pantographen mit Wechsel- bzw. über Schleifkontakte mit Gleichspannung versorgt werden konnten.
Die EP 1 wiesen die Achsformel Bo’Bo’ und an jedem Fahrzeugende einen Führerstand auf. Sie wurden zwischen 1906 und 1907 gebaut und nahmen 1907 den Planbetrieb auf, nachdem Westinghouse bereits 1905 einen ersten Prototyp geliefert hatte. 1908 bestellte die New Haven noch sechs weitere Maschinen nach. Da die NYC&HR Weichenstraßen statt mit Stromschienen mit Gleichstrom-Oberleitungen versehen hatte, erhielten die Loks einen dritten, kleineren Dachstromabnehmer für den Gleichstrombetrieb. Sie waren 93 t schwer und über Kupplung 11.443 mm lang. Die Höchstgeschwindigkeit der 1060 kW starken Maschinen betrug 130 km/h. Da die großen, tiefliegenden und ungefederten Massen der Tatzlagermotoren Schäden an den Gleisen verursachten, erhielten die Loks beidseitig nachträglich Vorlaufachsen (die Achsfolge änderte sich in (1’Bo)(Bo1’)), was das Problem aber nicht löste.
Ein Sicherungssystem in der Lok verhinderte, dass gleichzeitig Strom aus mehreren Quellen bezogen wurde. Zwischen den Stromsystemen konnte während der Fahrt gewechselt werden. Die Maschinen waren mehrfachtraktionsfähig und die ersten Elektroloks, bei denen diese Möglichkeit im Regelbetrieb genutzt wurde. Sie zogen Reisezüge zwischen New York City und zunächst Stamford, nach der Erweiterung des elektrischen Netzes liefen sie weiter bis New Haven.
1936 stellte die New Haven die erste dieser Maschinen ab, die letzte blieb aber bis 1947 im Einsatz. Nachfolgebaureihe war die ab 1919 gebaute EP-2, die bis 1958 eingesetzt wurde.